# The Way It Is (album de Keyshia Cole)
The Way It Is este albumul de debut al interpretei americane Keyshia Cole. Materialul a fost lansat în Statele Unite ale Americii la data de 21 iunie 2005, prin intermediul caselor de discuri A&M și Universal.

## Lista cântecelor
Ediția standard (S.U.A.)
1. „(I Just Want It) To Be Over” –  4:01
2. „I Changed My Mind”  (duet cu Kanye West) – 3:18
3. „Thought You Had My Back” – 4:10
4. „I Should Have Cheated”  – 5:27
5. „Guess What?” (duet cu Jadakiss) – 3:45
6. „Love” – 4:15
7. „You've Changed”  – 4:16
8. „We Could Be” – 3:11
9. „Situations” (duet cu Chink Santana) – 4:46
10. „Down and Dirty” – 3:51
11. „Superstar” (duet cu Metro City) – 3:47
12. „Never” – 4:04

Cântec bonus pentru ediția distribuită pe plan internațional
1. „I Changed My Mind” (remix cu Shyne)– 3:38

Cântec bonus pentru ediția distribuită în Regatul Unit
1. „Love” (versiunea AOL Live)– 4:35

## Clasamente
| Clasament                  | Poziția maximă | Referință |
| -------------------------- | -------------- | --------- |
| U.S. Billboard 200         | 6              | [ 1 ]     |
| U.S. Billboard R&B/Hip-Hop | 2              | [ 1 ]     |
| World Albums Top 40        | 21             | [ 1 ]     |